# NGC 5413
NGC 5413 في الفهرس العام الجديد، هي مجرة، تقع في كوكبة التنين. اكتشفت في 2 أبريل 1832 بواسطة جون هيرشل.

## روابط خارجية
- NGC 5413 على موقع ويكي سكاي: DSS2, SDSS, GALEX, IRAS, Hydrogen α, X-Ray, Astrophoto, Sky Map, Articles and images